# Kvinnors universitetshistoria i Ryssland
Kvinnors universitetshistoria i Ryssland tar sin början under 1860-talet. Det var under detta årtionden som kvinnor började kräva rätten till högre utbildning, men det kom att dröja något innan kampen för högre utbildning började ge några konkreta resultat. Efter den ryska revolutionen 1905 exploderade antalet institut för högre utbildning för kvinnor och även antalet studerande kvinnor.

## Utbildning i Ryska Kejsardömet

### De första kurserna för kvinnor
Under 1860-talet hade kvinnorättsaktivister kampanjat om rätt till lika utbildning som män, bland annat genom att skriva brev och petitioner till den ryska regeringen om att få lika tillgång till universiteten som män. De argumenterade för att man skulle inrätta separata enheter för kvinnorna vid de befintliga universiteten och även för att inrätta särskilda universitet som enbart kvinnor skulle få tillgång till. Till en början var reaktionen från regeringen negativ och 1863 kom en lag som begränsade kvinnors tillträde till universiteten, vilket ledde till att många kvinnor istället flyttade utomlands för att studera. Detta ledde till att regeringen 1872 backade från förbudet och tillät skapandet av de första högre kurserna för kvinnor i Ryssland. Samma år inrättades därmed Guerrierkurserna i Moskva, samt kurserna för erfarna barnmorskor i Sankt Petersburg. 1876 meddelade regeringen att kurser för kvinnor skulle tillåtas i samtliga universitetsstäder, vilket ledde till att allmänna kurser för kvinnor öppnade i Kazan samma år och några år senare (1878) i Sankt Petersburg och Kiev. Kurserna i Sankt Petersburg blev kända som Bestuzjevkurserna. De första högre kurserna bestod i allmänhet av två fakulteter, en humanistisk och en för naturvetenskap och matematik. Rörelsen för kvinnors lika rätt till utbildning fortsatte ställa krav på att kurser skulle tillåtas i bland annat Charkiv, Odessa och Warszawa. Några kurser i dessa städer öppnades inte, vilket berodde på ett hemligt regeringsbeslut som togs mot bakgrund av regeringens rädsla för politiska oroligheter bland studenterna och rädsla för terrorism.

#### Bakslag och begränsningar
Efter mordet på tsar Alexander II 1881 begränsades ryska kvinnors möjligheter till högre studier kraftigt. Alla kurser förutom Bestuzjevkurserna i Sankt Petersburg stängdes. Att Bestuzjevkurserna räddades berodde på en direkt appell till tsaren, men de tilläts bara finnas kvar i en starkt begränsad form. Från och med 1889 krävde regeringen att den naturvetenskapliga undervisningen slopades, man krävde även kraftiga nedskärningar av studieplatserna, begränsningar på antalet judiska studenter, samt att studenter vid kurserna enbart fick bo på studenthem eller i det egna hemmet. Dessutom var det staten som valde direktör för kurserna, dock utan att bidra med någon finansiering för utbildningsinstitutionen.
Det är värt att notera att de första högre kurserna för kvinnor inte erkändes som statliga institutioner för högre utbildning. Detta medförde att de utexaminerade kvinnliga studenterna inte fick samma rättigheter som motsvarande manliga studenter som examinerats vid statligt erkända institutioner. Institutionerna för kvinnor fick heller inte någon offentlig finansiering för sin verksamhet. Instituten för kvinnors utbildning var helt och hållet beroende av antagningsavgifter och donationer. De var också beroende av att få nyttja lokaler från andra skolor och universitet för att kunna bedriva undervisning.
Om 1880-talet hade sett en kraftig nedskärning av kvinnors rätt att utbilda sig så började trenden att vända i mitten av 1890-talet, då Bestuzjevkurserna slapp de begränsningar som införts några år tidigare. Det statliga Sankt Peterburgs medicinska institut för kvinnor öppnade 1897, några år senare (1900) återöppnades de högre kurserna för kvinnor i Moskva, 1903 startades pedagogiska institutioner i Odessa och Sankt Petersburg och året därpå, 1904, inrättades ett institut för lantbruksstudier i Sankt Petersburg.

### Perioden 1905–1914
I samband med den ryska revolutionen 1905 och dess efterspel så blev universiteten i Ryssland betydligt mer självständiga och öppnade - tillsammans med några av de tekniska instituten - för antagning av kvinnor till sina utbildningar. Några år senare, 1908, kom en konservativ motreaktion när den dåvarande utbildningsministern krävde att universiteten på nytt skulle utesluta kvinnor från sina kurser. På det stora hela hade det beslutet ingen nämnvärd påverkan på utbudet av utbildning för kvinnor. Under perioden 1905–1914 fullkomligt exploderade tillgången till högre utbildning, både vad gäller vilka ämnen som kvinnor kunde studera och den geografiska tillgängligheten. Fakulteter för juridik, medicin, handel och ekonomi öppnades upp. 1906 öppnades även ett polytekniskt institut (motsvarande teknisk högskola) i Sankt Petersburg. På en tioårsperiod från 1905 godkände myndigheterna fler än 30 nya institut för högre utbildning för kvinnor. Förutom de städer som tidigare haft utbildningsverksamhet (Sankt Petersburg, Kiev, Odessa, Kazan, Moskva), så fick även kvinnor i Charkiv, Tbilisi, Jurjev (dagens Tartu i Estland), Warszawa, Novotjerkassk och Tomsk tillgång till högre utbildning. I takt med expansionen ökade antalet studerande kvinnor kraftigt från ungefär 2 500 kvinnliga studenter vid sekelskiftet 1900/1901 till 38 000 studerande kvinnor 1913/1914.
När att alltfler kvinnor studerade och examinerades tvingades även staten att erkänna fler rättigheter för de kvinnliga studenterna. 1911 kom en lag som reglerade hur de kvinnor som examinerats vid högre kurser skulle bedömas och godkännas av de statliga myndigheterna. Om kvinnornas utbildning godkändes av myndigheterna så skulle de erkännas samma rättigheter och privilegier som manliga utexaminerade, dock inte statliga anställningar eller tillgång till den civila rangtabellen. Det här var ändock ett stort steg framåt för rätten till lika utbildning för män och kvinnor i Ryssland.